# G. Kuchenbecker
G. Kuchenbecker (fra 1997-2012 kaldet Sigurvin og siden 2012 kaldet M/V Vostok) var en redningsbåd fra DGzRS - Deutsche Gesellschaft zur Rettung Schiffbrüchiger (Tyske Selskab for Redning af Skibbrudne), der i 1969 blev bygget af værftet Abeking & Rasmussen i Lemwerder under værftnummeret 6314. Den interne betegnelse i DGzRS var KRS 05. (Jollen Marcus havde den interne betegnelse KRT 05.)
De nuværende ejere af båden er amatørraketklubben Copenhagen Suborbitals, der bruger den som støttebåd til deres raketopsendelser i Østersøen.

## Navngivning
Båden blev opkaldt efter Günther Kuchenbecker, et besætningsmedlem fra redningsfartøjet Adolph Bermpohl, der omkom under en orkan i Tyske Bugt natten til den 24. februar 1967. Besætningsmedlemmerne Paul Denker, Otto Schülke og Hans-Jürgen Kratschke fik ligeledes både opkaldt efter sig.
Jollen blev navngivet efter fornavnet på en værkfører fra DGzRS-stationen Maasholm.

## Udstationering
I september 1969 blev G. Kuchenbecker udstationeret i Maasholm som erstatning for den to meter kortere søsterbåd Paul Denker (der blev flyttet til Grömitz).
I maj 1990 blev båden flyttet til Sassnitz og blev i Maasholm den 29. maj erstattet af Nis Randers.
Båden var i tjeneste i Sassnitz til august 1992; derefter det blev flyttet til DGzRS-stationen Darßer Ort, hvor det var i tjeneste til april 1997, da den blev erstattet af en nyere båd ved navn Vormann Jantzen og solgt til islændingene. Fra den 1. juli 1993 til båden blev solgt var 3. maskinmesteren Herbert Aßmann. (Han har siden været 3. maskinmester på Vormann Jantzen).
Jollen Marcus fulgte G. Kuchenbecker på alle udstationeringer.

## Skæbne
I maj 1997 blev G. Kuchenbecker (og jollen Marcus) købt af den Islandske Redningstjeneste, og navnet blev ændret til Sigurvin.
I 2006 blev brugen af båden udfaset og den gik i privateje. I en periode lå båden ved redningsstationen i Reykjaviks havn sammen med skibe fra søfartsmuseet. Jollen Marcus vendte under navnet Gust tilbage til Tyskland og er i privateje.

### M/V Vostok
Siden november 2012 har båden været ejet af amatørraketklubben Copenhagen Suborbitals, og den blev den 9. november omdøbt til "M/V Vostok" (opkaldt efter verdens første bemandede rumskib). Båden ankom til Refshaleøen natten mellem den 9. og 10. november, og besætningen bestod på det tidspunkt af fartøjschefen Niels Johansen, med-navigatøren Steen Lorck, André Christensen, Steen Andersen og Claus Nørregaard. Raketklubben havde tidligere tænkt på at købe marinekutteren "Elefanten", men den 2. maj 2012 steg prisen for højt på auktionen, og raketklubben trak sig.

## Søsterbåde
- Otto Schülke
- H. J. Kratschke
- Hans Lüken